# Noir (anime)
Pour les articles homonymes, voir Noir (homonymie).
 (mai 2017).
Noir (ノワール, Nowāru) est un anime réalisé par Kōichi Mashimo et produit par le studio Bee Train. Il est diffusé pour la première fois au Japon en 2001.
La série tourne autour de deux tueuses à gages et de leur voyage pour trouver des réponses aux mystères qui entourent leur passé. L'action se déroule principalement en France.

## Synopsis
Mireille Bouquet est une tueuse à gages française renommée vivant à Paris. Elle reçoit un jour un message électronique l'invitant à faire « un pèlerinage dans le passé ». Une musique familière accompagne le message : celle de la montre à gousset de son père qui a été assassiné avec le reste de sa famille alors que Mireille était encore très jeune. Décidée à remonter cette piste, Mireille se rend au Japon et découvre que l'auteur du message est une étrange lycéenne, Kirika Yūmura. Mais Kirika ne peut lui apporter les renseignements qu'elle souhaite : elle est amnésique. Ses souvenirs ne remontent qu'à quelques jours, au moment où elle s'est réveillée dans une chambre inconnue. Son identité et les détails concernant sa famille ont été fabriqués. La seule chose dont elle se souvienne clairement est qu'elle est « Noir », quoi que cela puisse signifier. Elle sait également qu'elle est liée à Mireille. Cette dernière accepte de l'aider à retrouver son passé, dans l'espoir de découvrir à cette occasion la vérité sur l'assassinat de sa famille. Elle avertit cependant Kirika : une fois qu'elles auront résolu cette énigme, Mireille la supprimera. Mireille et Kirika, revenues à Paris, forment un duo d'assassins sous le nom de code « Noir ». Rapidement, leurs recherches les confrontent à une organisation mystérieuse et puissante, les « Soldats ».

## Personnages
Mireille Bouquet (ミレイユ・ブーケ, Mireiyu Būke)
Voix japonaise : Kotono Mitsuishi, voix française : Nathalie Bienaimé
Mireille est âgée d'une vingtaine d'années. Ses parents, Odette et Laurent, dirigeaient l'une des plus puissantes organisations mafieuses de Corse. Odette, Laurent et le frère de Mireille ont été assassinés dans des circonstances mystérieuses alors qu'elle était encore très jeune. Mireille a dû fuir la Corse, emmenée par son oncle Claude, le frère d'Odette, qui l'a par la suite entraînée pour devenir une tueuse à gages. Mireille habite un appartement à Paris, même si son travail l'emmène souvent à l'étranger. Elle est élégante et cultivée. Mireille utilise un Walther P99 et a l'habitude de travailler seule. Elle se laissera cependant convaincre de s'associer à Kirika dans l'espoir d'obtenir des réponses concernant le meurtre de sa famille. Mireille est la tête pensante du duo : c'est elle qui contacte les informateurs, accepte les contrats et met au point les plans. Ses talents de tueuse sont inférieurs à ceux de Kirika, mais elle compense par des aptitudes de stratège hors du commun.
Mireille montre beaucoup de professionnalisme dans son travail mais ses sentiments prennent parfois le dessus sur son calme affiché. Elle n'est pas dénuée d'humour mais il lui arrive aussi de se montrer emportée. Elle reste tourmentée par le souvenir de la mort de sa famille.
Kirika Yūmura (夕叢 霧香, Yūmura Kirika)
Voix japonaise : Hōko Kuwashima, voix française : Hélène Bizot
Kirika Yūmura n'est que le nom d'usage de cette jeune femme d'origine asiatique, qui a oublié sa véritable identité. En dépit de son apparence adolescente, elle n'a que quelques années de moins que Mireille. Au début de la série, elle ne sait que très peu de choses à son propre sujet. Elle sait qu'elle est « Noir », mais ne se souvient pas de ce que cela signifie ; elle sait qu'elle est liée à Mireille Bouquet, mais ignore pourquoi. Kirika manifeste très rapidement des capacités de tueuse hors du commun, nettement supérieures à celle de Mireille. Elle utilise habituellement un Beretta M1934 Commercial, mais se montre tout aussi douée au corps à corps. Elle a notamment un don pour improviser des armes à partir de peu de choses. Kirika est extrêmement agile et ses sens sont incroyablement aiguisés (notamment l'ouïe). En dehors de l'art de tuer, ses connaissances sont en revanche assez limitées et Mireille aura l'occasion de remarquer son manque de culture générale. La motivation première de Kirika est d'obtenir des réponses concernant son passé, mais elle ne sait guère comment s'y prendre. Elle laisse généralement à Mireille le soin de prendre les décisions.
Kirika est d'un naturel assez renfermé, parfois timide, et parle peu. Bien qu'elle ne soit pas dépourvue d'émotions, elle ne les exprime que rarement. La compagnie de Mireille semble néanmoins apaiser son sentiment de solitude et de souffrance intérieure.
Chloé (クロエ, Kuroe)
Voix japonaise : Aya Hisakawa, voix française : Pascale Chemin
Chloé n'apparaît qu'à partir de l'épisode 10, où elle revendique être le « Vrai Noir ». Elle a à peu près le même âge que Kirika. Chloé est au service d'Alténa et accomplit absolument toutes les missions que celle-ci lui confie (il peut également lui arriver d'en accomplir certaines de son propre chef si elle pense que la mission est juste). C'est une tueuse aussi exceptionnelle que Kirika. Elle se bat presque exclusivement à l'aide de couteaux de jet, qu'elle transporte en grand nombre sur sa personne. Chloé joue un rôle d'abord assez énigmatique, mais qui l'amène à croiser fréquemment la route de Mireille et Kirika.
La personnalité de Chloé est double. C'est une tueuse extrêmement calme, professionnelle et sûre d'elle-même. Mais elle manifeste souvent un caractère très enfantin, enjoué et épanoui. Elle voue un attachement indéfectible à Alténa, qu'elle considère comme une mère. Elle ressent également une profonde affection, voir des sentiments amoureux envers Kirika.
Alténa (アルテナ, Arutena)
Voix japonaise : Tarako (en), voix française : Olivia Dutron
L'âge d'Alténa est inconnu, mais se situe probablement entre 30 et 40 ans. Cette femme au comportement serein et à l'apparence maternelle occupe une position élevée chez les Soldats, où elle fait figure de prêtresse. C'est un passé douloureux qu'a vécu cette femme ; en effet, Alténa a été violée par un soldat pendant le massacre de son village, alors qu'elle n'était qu'une petite fille. Alténa n'apparaît qu'épisodiquement pendant une grande partie de la série. Elle réside dans un domaine perdu dans les Pyrénées et n'en sort jamais, utilisant Chloé pour accomplir ses objectifs. Ses intentions exactes ne sont dévoilées que progressivement.
Pendant l'essentiel de la série, on ne voit Alténa interagir directement qu'avec Chloé, vis-à-vis de laquelle elle montre beaucoup de douceur et d'affection. Toujours très calme, Alténa est absolument convaincue de la justesse de sa cause, la punition des criminels par la violence. Elle considère en effet que puisqu'on peut tuer par amour, on peut aussi sauver par haine.

## Liste des épisodes
| No | Titre français                           | Titre japonais           | Titre japonais           | Date de 1re diffusion |
| No | Titre français                           | Kanji                    | Rōmaji                   | Date de 1re diffusion |
| -- | ---------------------------------------- | ------------------------ | ------------------------ | --------------------- |
| 01 | Les Vierges aux mains noires.            | 黒き手の処女たち         | Kurokite no Otome-tachi. | 6 avril 2001          |
| 02 | Pain quotidien.                          | 日々の糧                 | Hibi no Kate.            | 13 avril 2001         |
| 03 | Double jeu meurtrier.                    | 暗殺遊戯                 | Ansatsu Yūgi.            | 20 avril 2001         |
| 04 | Le bruit des vagues.                     | 波の音                   | Nami no Oto.             | 27 avril 2001         |
| 05 | Les Soldats.                             | レ・ソルダ               | Re Soruda.               | 4 mai 2001            |
| 06 | Chat errant.                             | 迷い猫                   | Mayoi Neko.              | 11 mai 2001           |
| 07 | Le fil noir du destin.                   | 運命の黒い糸             | Unmei no Kuroi Ito.      | 18 mai 2001           |
| 08 | Intouchable - 1re partie.                | イントッカービレ acte I  | Intokkābire acte I.      | 25 mai 2001           |
| 09 | Intouchable - 2e partie.                 | イントッカービレ acte II | Intokkābire acte II.     | 1er juin 2001         |
| 10 | Le vrai Noir.                            | 真のノワール             | Shin no Nowāru.          | 8 juin 2001           |
| 11 | Un thé au clair de lune.                 | 月下之茶宴               | Gekka no Chaen.          | 15 juin 2001          |
| 12 | Mission exécution.                       | 刺客行                   | Shikaku Gyō.             | 22 juin 2001          |
| 13 | Une saison en enfer.                     | 地獄の季節               | Jigoku no Kisetsu.       | 29 juin 2001          |
| 14 | Un bouquet pour Mireille.                | ミレイユに花束を         | Mireiyu ni Hanataba wo.  | 5 juillet 2001        |
| 15 | L'assassin au regard froid - 1re partie. | 冷眼殺手 acte I          | Reigan Sasshu acte I .   | 12 juillet 2001       |
| 16 | L'assassin au regard froid - 2e partie.  | 冷眼殺手 acte II         | Reigan Sasshu acte II.   | 19 juillet 2001       |
| 17 | Retour en Corse.                         | コルシカに還る           | Korushika ni Kaeru.      | 26 juillet 2001       |
| 18 | Les ténèbres sont en moi.                | 私の闇                   | Watashi no Yami.         | 2 août 2001           |
| 19 | Les deux mains des Soldats.              | ソルダの両手             | Soruda no Ryōte.         | 9 août 2001           |
| 20 | Parmi les péchés.                        | 罪の中の罪               | Tsumi no Naka no Tsumi.  | 16 août 2001          |
| 21 | Matin sans aube.                         | 無明の朝                 | Mumyō no Asa.            | 23 août 2001          |
| 22 | La fin du voyage.                        | 旅路の果て               | Tabiji no Hate.          | 30 août 2001          |
| 23 | La fleur qui reste.                      | 残花有情                 | Zanka Ujō.               | 6 septembre 2001      |
| 24 | Sombre retour.                           | 暗黒回帰                 | Ankoku Kaiki.            | 13 septembre 2001     |
| 25 | Les feux de l'enfer.                     | 業火の淵                 | Gōka no Fuchi.           | 20 septembre 2001     |
| 26 | Naissance.                               | 誕生                     | Tanjō.                   | 27 septembre 2001     |

## Musiques

### Kopperia no hitsugi (opening)
- Titre original : コッペリアの柩 (Le cercueil de Coppelia)
- Chanté par : ALI PROJECT
- Paroles de : Arika Takarano
- Composition et arrangement : Mikiya Katakura
- Thème : Une personne qui, à travers un monde de désolation et de désespoir, cherche à trouver Dieu.

### Kirei na kanjō (ending)
- Titre original : きれいな感情 (Belles émotions)
- Chanté par : Akino Arai
- Paroles et composition : Akino Arai
- Arrangement : Hisāki Hokari, aidé pour les cordes par Akino Arai
- Thème : Une personne raconte sa découverte de sa solitude passée, après avoir trouvé une personne qui prend soin d'elle.

### La musique dans Noir
Respectant les codes du film noir, la série animée est avare en dialogues. La musique crée non seulement l'atmosphère dans laquelle évolue tous ces personnages, mais également se substitue littéralement aux dialogues. En dépit du fait qu'elle soit particulièrement hétéroclite (musique celtique, j-pop, accordéon, synthétiseur, chant grégorien…), la bande-originale est unique et donne véritablement corps à la série.

## Bande originale
Trois OST sont parues chez JVC (Victor Entertainment Inc.) :

### Noir Original Soundtrack I
- Compositeurs : Yuki Kajiura sauf pour Coppelia no Hitsugi et Kirei na kanjō.
- Arrangements : Yuki Kajiura sauf pour Coppelia no Hitsugi et Kirei na kanjō.
- Paroles : Yuki Kajiura sauf pour Coppelia no Hitsugi et Kirei na kanjō.
- Sortie : 21 juin 2001

### Noir Original Soundtrack II
- Compositeur : Yuki Kajiura, Akino Arai pour Kirei na kanjō
- Arrangements : Yuki Kajiura
- Paroles : Yuki Kajiura
- Sortie : 3 octobre 2001

### Noir blanc dans NOIR ~Kuro no Naka no Shiro~
Note: titre en français dans le texte.
- Compositeur: Yuki Kajiura
- Sorti le: 7 novembre 2001

Vocal Song Collection
1. Aka to Kuro
2. prelude
3. canta per me - Japanese ver.
4. lullaby - Japanese ver.
5. Aime moi
6. Himitsu
7. salva nos - dialogie remix ver.
8. love
9. Gensou Rakuen

BGM Outtrack Collection
1. guests B
2. melody - "salva nos" ver.
3. jealousy
4. at dawn
5. black society
6. family affection
7. church
8. at ease

## À noter
Cette série, un peu violente bien que l'on n'y retrouve pour ainsi dire jamais de sang, a connu un succès considérable, tout d'abord au Japon, mais également en France, depuis sa diffusion sur Canal+ dans l'émission La Kaz présentée par Yannick Zicot. Au fil des épisodes, on note de nombreuses références aux films noirs mais aussi au cinéma de John Woo.
C'est également cette série qui a fait connaître le studio Bee Train et Yuki Kajiura.